# 萨尔瓦多·伊利亚
萨尔瓦多·伊利亚·罗卡（1966年5月5日—），男，西班牙王国政治人物。曾任拉罗卡-德尔巴列斯市长（1995年－2005年）、西班牙卫生大臣，現任加泰隆尼亞社會主義者黨组织处书记、加泰隆尼亞政府主席。

## 生平
1966年生于拉罗卡-德尔巴列斯。毕业于巴塞罗那大学哲学系。
1987年当选为拉罗卡-德尔巴列斯市议员，开始政治生涯。1995年加入加泰隆尼亞社會主義者黨。同年在罗玛·普拉纳斯病逝后接替其职位，担任市长。1999年初，触发不信任动议，被免去市长职务。同年6月，因为加泰隆尼亞社會主義者黨在地方选举中获得多数票，而再次当选市长。
2005年9月，被任命为加泰罗尼亚政府司法部基础设施管理总干事。2010年到2011年，担任巴塞罗那市议会经济管理委员会区域负责人。2011年至2016年，担任市议会社会主义党团协调员。2016年11月，就任加泰隆尼亞社會主義者黨组织处书记。
萨尔瓦多·伊利亚反对加泰罗尼亚自治区独立，是参加2017年10月8日反独立游行的加泰隆尼亞社會主義者黨最高级别干部。
2020年1月13日，正式宣誓就任第二次桑切斯内阁卫生大臣。一年後離職以投入2021年加泰隆尼亞議會選舉。隨後任加泰反對黨領袖。
2024年8月10日，在加泰罗尼亚议会68票赞成、66票反对的情况下就任加泰罗尼亚政府主席。